# Farnoosh Samadi
Farnoosh Samadi (Irão), é uma realizadora e argumentista persa, distinguidas em diversos festivais de cinema internacionais. Tornou-se conhecida como co-argumentista das  curta-metragens do realizador Ali Asgari premiadas em vários festivais. Desde 2018 que é membro da Academia de Artes e Ciências Cinematográficas de Hollywood. 

## Percurso Profissional

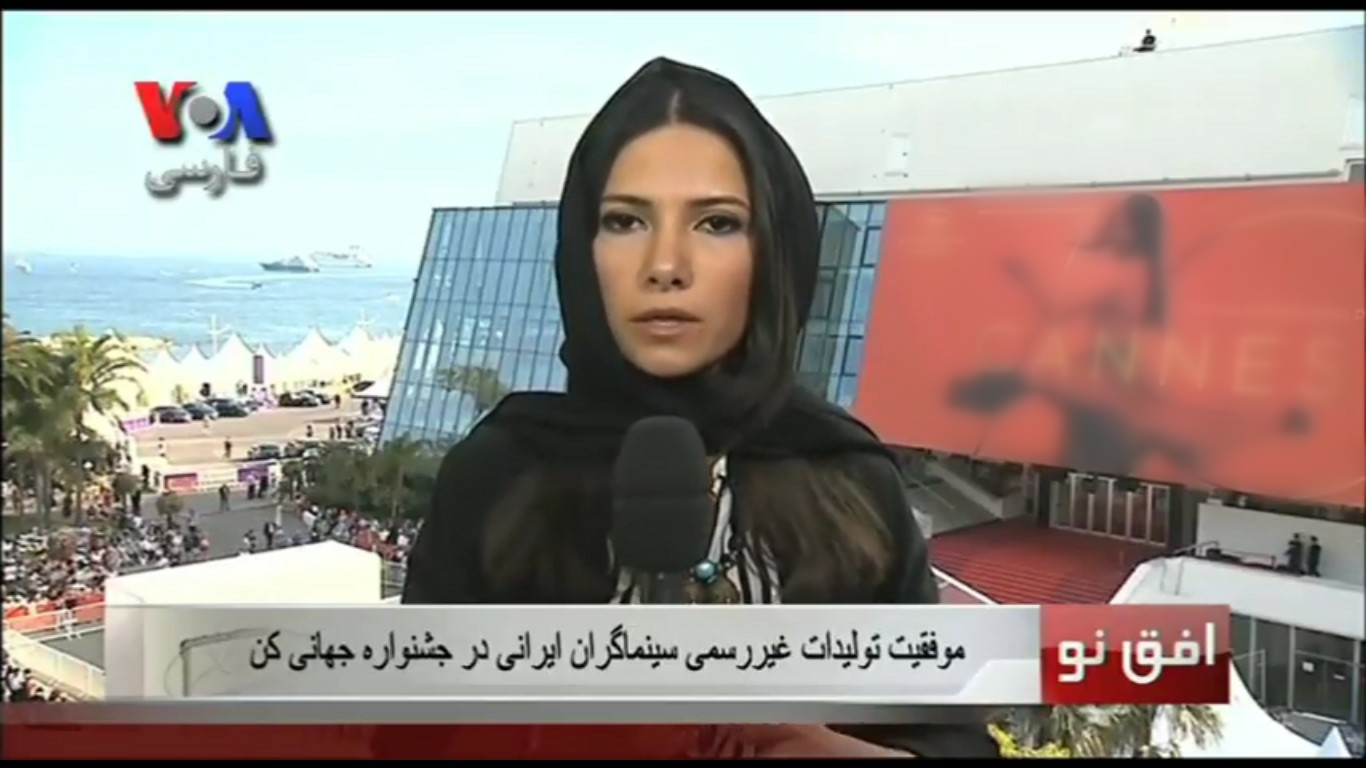
Farnoosh Samadi, diretora de cinema e roteirista iraniana, no Festival de Cinema de Cannes de 2017, em uma entrevista à parte persa da Voz da América.

Antes de optar por uma carreira ligada ao cinema, Farnoosh estudou  e trabalhou em arquitectura e design no Irão. 
Foi através de dois amigos que faziam curtas-metragens que o seu interesse pelo cinema despertou. Isto levou-a a procurar saber mais sobre cinema e a ir estudar em Roma, onde se formou em artes e multimédia na Academia de Belas Artes de lá. A sua carreira enquanto cineasta teve inicio no Irão, na Sociedade Iraniana de Cinema Juvenil. 
Ao longo da sua carreira tem trabalhado várias vezes com o realizador e argumentista Ali Asgari, sendo co-autora e realizadora de várias curtas-metragens nomeadas para vários prémios internacionais, entre as quais se encontram The Silence, nomeado em 2016 para a Palma de Ouro de Curta-metragem atribuída pelo festival de Cannes. 
Após ter realizado várias curtas-metragens, Farnoosh realizou a sua primeira longa metragem em 2020, à qual deu o título 180° Rule. 

## Filmografia Seleccionada
Entre a sua obra encontram-se: 
- 2013 - More than two hours (co-autora do argumento) [10]
- 2014 - The baby (co-autora do argumento) [11]

- 2016 - The Silence (Co-realizado com Ali Asgari) [12][13]
- 2015 - The pain (co-autora do argumento) [14]
- 2017 -  Gaze [15][16]
- 2017 - Disappearance (co-autora do argumento) [17][18]
- 2018 - The Role [19]
- 2020 - Pilgrims (Co-realizado com Ali Asgari) [20]
- 2020 - Wittness (co-autora do argumento) [21]

Em 2020 realizou a sua primeira longa-metragem:
- 2020 - 180° Rule (título original Khate Farsi) [6][7]

## Prémios e Reconhecimento
Desde 2018 que é membro da Academia de Artes e Ciências Cinematográficas de Hollywood. 
O seu trabalho como realizadora e argumentista tem sido premiado e reconhecido internacionalmente. A sua primeira longa-metragem, 180° Rule,  ganhou em 2020, o Prémio de Melhor Longa Metragem no 65º SEMINCI (Semana Internacional de Cine de Valladolid). 
Em 2021, Farnoosh Samadi foi uma dos quatro realizadores destacados no festival de Curtas Vila do Conde (Portugal) pelo seu vanguardismo e contemporaneidade. 